# Durian Mas
Durian Mas is een bestuurslaag in het regentschap Rejang Lebong van de provincie Bengkulu, Indonesië. Durian Mas telt 1817 inwoners (volkstelling 2010).